# Голдап
Голдап (пољ. Gołdap) град је у Пољској у Војводству варминско-мазурском. По подацима из 2012. године број становника у месту је био 13 791.
.

## Становништво
| 2012.  |
| ------ |
| 13 791 |

## Партнерски градови
- Giv'at Shmuel
- Гусев
- Kazlų Rūda
- Штаде
- Дубна